# Ordem Nº 00447 da NKVD

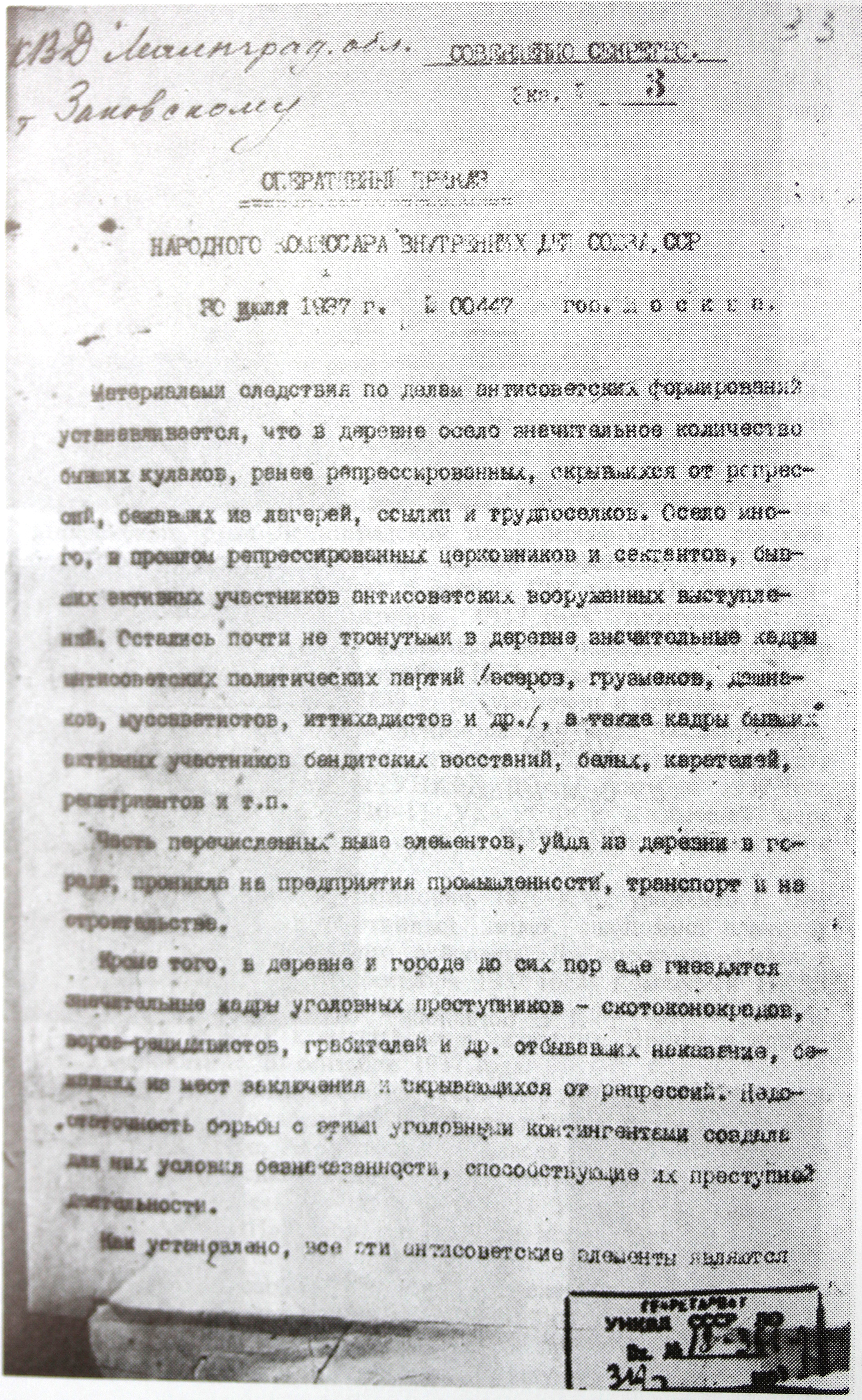
Trecho da NKVD nº 00447

A Ordem № 00447 da NKVD de 30 de julho de 1937 (em russo:  О репрессировании бывших кулаков, уголовников и других антисоветских элементов, transl. O repressirovanii byvshikh kulakov, ugolovnikov i drugikh antisovyetskikh elementov; "Sobre a repressão de ex-cúlaques, criminosos e outros elementos antissoviéticos") foi um documento oficial assinado por Nikolai Yezhov e aprovado pelo Politburo do Partido Comunista da União Soviética durante o período do Grande Expurgo.
Para executar esta ordem, numerosas Troikas da NVD foram criadas no nível republicano e em níveis regionais (nos krai e oblast). A investigação deveria ser realizada por grupos operativos "de maneira rápida e simplificada", e os resultados deveriam ser entregues às troikas para julgamento.
O presidente de uma troika era o líder da subdivisão territorial correspondente da NKVD (Comissário do Povo de uma NKVD republicana etc.) Geralmente uma troika incluía o promotor da república/krai/oblast em questão; caso contrário, ele ou ela poderia estar presente na sessão de uma troika. A terceira pessoa era geralmente o secretário do Partido Comunista do nível regional correspondente. O pessoal dessas troikas foi pessoalmente especificado na Ordem № 00447.
Protocolos de uma sessão de troika foram passados para o grupo operativo correspondente para execução de sentenças. Os horários e locais de execução das sentenças de morte foram ordenados a serem mantidos em segredo.
Essa mesma ordem instruiu a classificar os cúlaques e outros "elementos antissoviéticos" em duas categorias:
- A Primeira categoria (Categoria I) de vítimas da repressão era sujeira a morte por fuzilamento;
- A Segunda categoria (Categoria II) deveria ser enviada aos campos de trabalho correcional do GULAG.

A ordem também estabelecia cotas mais altas de repressões por território e categoria de classes sociais (proletariado, camponês, cúlaque, burguês, outros).
Por exemplo, para a República Socialista da Bielorrússia foi estimado em 2 000 elementos da categoria I e 10 000 da categoria II, totalizando 12 000 elementos considerados antissoviéticos. Foi enfatizado especificamente que as cotas eram estimativas e não poderiam ser excedidas sem a aprovação pessoal de Yezhov. Mas, na prática, era fácil obter essa aprovação e, eventualmente, essas cotas iniciais foram excedidas por ordens de magnitude. Em uma instância, em 23 de julho de 1938, o chefe da NKVD de Omsk, Gorbach, solicitou um aumento de milhares de outras execuções em relação à cota prevista, já que seus homens já haviam atingido-a; o pedido foi aprovado pessoalmente por Stalin, que promoveu Gorbach a um distrito maior. No outono de 1937, a pressão para conseguir prisões era tão grande que os interrogadores da NKVD começaram a escolher nomes da lista telefônica ou a pré-selecionar homens casados com filhos que, como todo agente sabia, eram os mais rápidos em confessar. Em 1939, o sistema de repressão havia atingido enormes proporções: estima-se que 1 a cada 10 pessoas da população pode ter sido preso. Estima-se que o número pode ser maior, mas não passaria da metade da população.
Após tal ordem, os termos "Primeira Categoria" e "Segunda Categoria" tornaram-se abreviações padrão na documentação da NKVD para "a mais alta medida de punição" e "colocação em campos de trabalho corretivos", respectivamente.
O artigo III da "Ordem de Condução da Operação" instruía que a ação para reprimir os elementos antissoviéticos tivesse início em 5 de agosto de 1937 e fosse encerrada no prazo de quatro meses.

A implementação foi rápida. Em 15 de agosto de 1937, 101 000 pessoas foram presas e 14 000 condenadas. Ao final de 1938, a NKVD havia executado 386 798 cidadãos soviéticos para cumprir a Ordem nº 00447.

## Wikisource
- Texto completo em russo